# Луиза Штольбергская
Луиза Августа Генриетта Штольберг-Штольбергская (нем. Louise Auguste Henriette zu Stolberg-Stolberg; 13 января 1799, Штольберг — 15 августа 1875, там же) — графиня Штольбергская, поэтесса, переводчица и издательница.

## Биография
Луиза Штольбергская — дочь наследного принца Фридриха Штольберг-Штольбергского (1769—1803) и графини Марианны фон дер Марк, внебрачной дочери короля Пруссии Фридриха Вильгельма II и графини Вильгельмины фон Лихтенау. После развода родителей, состоявшегося спустя год после её рождения, отец увёз её с собой в Данию, где 4 марта 1800 года женился на графине Констанце Кнут. Мать Марианна 14 марта 1801 года вышла за польского дворянина Каспара Миасковски. В Копенгагене у Луизы появилась единокровная сестра Исидора Александрия Матильда (1802—1830), впоследствии бабушка морского офицера Феликса фон Люкнера. Весной 1804 года отец опять развёлся и женился в Регенсбурге на графине Генриетте фон Йетт. После длительного пребывания на Фюне Луиза переехала в Париж к матери Марианне, которая уже вступила в третий брак с французом Этьеном де Тьерри. Во Франции Луиза воспитывалась в монастырском пансионе.
В 15 лет Луиза появилась при дворе короля Пруссии Фридриха Вильгельма III и познакомилась и подружилась с кузеном, кронпринцем Фридрихом Вильгельмом. Когда кронпринц пришёл к власти в Пруссии, Луиза превратилась в пылкую монархистку. После смерти отца власть в графстве Штольберг-Штольберг унаследовал дядя Луизы Иосиф (1771—1839). 22 мая 1819 года он женился на племяннице Луизе в Берлине. Луиза страдала от сложных семейных отношений и признавалась Карлу Августу Фарнхагену фон Энзе, что «все её отношения сводные». Всю жизнь она держала при себе портрет матери Марианны и маленький бюст бабушки Вильгельмины.
Графиня Луиза Штольбергская проявила себя как практичная супруга. В браке с Иосифом Штольбергским родились пятеро детей: Альфред (1820—1903), Матильда (1823—1873), Елизавета (1825—1907), Мария (1835—1872) и Луиза (1835—1872). После смерти супруга Луиза стала опекуном наследников Штольберга. В годы вдовства проживала в Штольберге и изредка навещала единоутробную сестру Жозефину фон Кёнигсмарк в Берлине.
Луиза Штольбергская увлекалась поэзией и поначалу публиковала свои сочинения анонимно. Многие из них имели политическое содержание и отражали её безусловное преклонение перед правящим монархом. Луиза категорически осудила события Мартовской революции. Кроме того, Луиза интересовалась персидской лирикой и изучала персидский язык, чтобы заняться переводами. Она также состояла в переписке со многими литераторами, в том числе с Беттиной фон Арним, Карлом Августом Фарнхагеном, Фридрихом Боденштедтом, графиней Идой Ган-Ган. Принц Георг Прусский часто передавал Луизе Штольбергской свои рукописи на рецензию.

## Сочинения
- Königslieder, Stolberg am Harz, Leipzig 1841.
- Psychorama eines Scheintodten, Leipzig 1847.
- Königslieder. Zweite Reihe, Berlin 1858.
- (Hrsg.) Varnhagen von Ense in Stolberg. Unterdrückte Blätter aus seinem Tagebuch, o. O., ca. 1862.
- Die grüne Stube, Berlin 1865.
- Zum Gedächtniß König Friedrich Wilhelms IV. von Preußen. Aeltere und neuere Königslieder, Berlin 1867.